# Csömör, Pesta
Csömör  este un sat în districtul Gödöllő, județul Pesta, Ungaria, având o populație de 8.596 de locuitori (2011). 

## Demografie
Componența etnică a satului Csömör
     Maghiari (93,05%)
     Germani (2,45%)
     Slovaci (2,13%)
     Necunoscut (1,18%)
     Alții (1,18%)
Componența confesională a satului Csömör
     Romano-catolici (32,75%)
     Fără religie (18,5%)
     Luterani (10,46%)
     Reformați (7,93%)
     Atei (2,16%)
     Necunoscută (27,04%)
     Alte religii (4,23%)
Conform recensământului din 2011, satul Csömör avea 8.596 de locuitori. Din punct de vedere etnic, majoritatea locuitorilor (93,05%) erau maghiari, existând și minorități de germani (2,45%) și slovaci (2,13%). Apartenența etnică nu este cunoscută în cazul a 1,18% din locuitori. Nu există o religie majoritară, locuitorii fiind romano-catolici (32,75%), persoane fără religie (18,5%), luterani (10,46%), reformați (7,93%) și atei (2,16%). Pentru 27,04% din locuitori nu este cunoscută apartenența confesională.